# Discografia dei Warrant
La seguente è una discografia comprensiva del gruppo musicale statunitense Warrant.

## Album

### Album in studio
| Anno                                                                                               | Titolo                                                                                           | Classifiche | Classifiche | Classifiche | Classifiche | Classifiche | Classifiche | Certificazioni                             |
| Anno                                                                                               | Titolo                                                                                           | US          | AUS         | CAN         | JPN         | SWI         | UK          | Certificazioni                             |
| -------------------------------------------------------------------------------------------------- | ------------------------------------------------------------------------------------------------ | ----------- | ----------- | ----------- | ----------- | ----------- | ----------- | ------------------------------------------ |
| 1989                                                                                               | Dirty Rotten Filthy Stinking Rich - Pubblicazione: 27 gennaio 1989 - Etichetta: Columbia Records | 10          | 72          | 20          | —           | —           | —           | - CAN: Platino - US: 2× Platino            |
| 1990                                                                                               | Cherry Pie - Pubblicazione: 11 settembre 1990 - Etichetta: Columbia Records                      | 7           | 13          | 34          | 26          | —           | —           | - AUS: Oro - CAN: Platino - US: 2× Platino |
| 1992                                                                                               | Dog Eat Dog - Pubblicazione: 25 agosto 1992 - Etichetta: Columbia Records                        | 25          | —           | —           | 26          | —           | 74          | - US: Oro                                  |
| 1995                                                                                               | Ultraphobic - Pubblicazione: 10 marzo 1995 - Etichetta: CMC International                        | —           | —           | —           | 98          | —           | —           |                                            |
| 1996                                                                                               | Belly to Belly - Pubblicazione: 1º ottobre 1996 - Etichetta: CMC International                   | —           | —           | —           | —           | —           | —           |                                            |
| 2001                                                                                               | Under the Influence - Pubblicazione: 12 giugno 2001 - Etichetta: Perris Records                  | —           | —           | —           | —           | —           | —           |                                            |
| 2006                                                                                               | Born Again - Pubblicazione: 31 marzo 2006 - Etichetta: Cleopatra Records                         | —           | —           | —           | —           | —           | —           |                                            |
| 2011                                                                                               | Rockaholic - Pubblicazione: 17 maggio 2011 - Etichetta: Frontiers Records                        | —           | —           | —           | —           | —           | —           |                                            |
| 2017                                                                                               | Louder Harder Faster - Pubblicazione: 12 maggio 2017 - Etichetta: Frontiers Records              | —           | —           | —           | —           | 98          | —           |                                            |
| "—" indica una pubblicazione che non si è classificata o che non è stata pubblicata in quel Paese. |                                                                                                  |             |             |             |             |             |             |                                            |

### Album dal vivo
- 1997 – Warrant Live 86-97
- 2005 – Extended Versions

### Raccolte
- 1996 – The Best of Warrant
- 1996 – Rocking Tall
- 1999 – Greatest & Latest
- 2004 – Cherry Pie (All the Hitz 'N' More)
- 2004 – Then and Now

## Singoli
| Anno                                                                                               | Singolo                               | Classifiche | Classifiche | Classifiche | Classifiche | Classifiche | Classifiche | Classifiche | Certificazioni       | Album di provenienza              |
| Anno                                                                                               | Singolo                               | US          | US Rock     | AUS         | CAN         | NOR         | NZ          | UK          | Certificazioni       | Album di provenienza              |
| -------------------------------------------------------------------------------------------------- | ------------------------------------- | ----------- | ----------- | ----------- | ----------- | ----------- | ----------- | ----------- | -------------------- | --------------------------------- |
| 1989                                                                                               | Down Boys                             | 27          | 13          | —           | —           | —           | 50          | —           |                      | Dirty Rotten Filthy Stinking Rich |
| 1989                                                                                               | Heaven                                | 2           | 3           | 54          | 5           | 4           | —           | 93          | - CAN: Oro - US: Oro | Dirty Rotten Filthy Stinking Rich |
| 1989                                                                                               | Big Talk                              | 93          | 30          | —           | —           | —           | —           | —           |                      | Dirty Rotten Filthy Stinking Rich |
| 1990                                                                                               | Sometimes She Cries                   | 20          | 11          | —           | 27          | —           | —           | —           |                      | Dirty Rotten Filthy Stinking Rich |
| 1990                                                                                               | Cherry Pie                            | 10          | 19          | 6           | 57          | —           | 37          | 35          | - AUS: Oro           | Cherry Pie                        |
| 1990                                                                                               | I Saw Red                             | 10          | 14          | 36          | 17          | —           | —           | —           |                      | Cherry Pie                        |
| 1991                                                                                               | Uncle Tom's Cabin                     | 78          | 19          | 85          | —           | —           | —           | —           |                      | Cherry Pie                        |
| 1991                                                                                               | Blind Faith                           | 88          | 39          | —           | —           | —           | —           | —           |                      | Cherry Pie                        |
| 1992                                                                                               | We Will Rock You                      | 83          | —           | 50          | —           | —           | —           | —           |                      | Gladiator Soundtrack              |
| 1992                                                                                               | Machine Gun                           | —           | 36          | —           | —           | —           | —           | —           |                      | Dog Eat Dog                       |
| 1992                                                                                               | The Bitter Pill                       | —           | —           | —           | —           | —           | —           | —           |                      | Dog Eat Dog                       |
| 1993                                                                                               | The Hole in My Wall                   | —           | —           | —           | —           | —           | —           | —           |                      | Dog Eat Dog                       |
| 1993                                                                                               | Inside Out                            | —           | —           | —           | —           | —           | —           | —           |                      | Dog Eat Dog                       |
| 1995                                                                                               | Family Picnic                         | —           | —           | —           | —           | —           | —           | —           |                      | Ultraphobic                       |
| 1995                                                                                               | Stronger Now                          | —           | —           | —           | —           | —           | —           | —           |                      | Ultraphobic                       |
| 1995                                                                                               | Followed                              | —           | —           | —           | —           | —           | —           | —           |                      | Ultraphobic                       |
| 1996                                                                                               | I Saw Red (Acoustic)                  | —           | —           | —           | —           | —           | —           | —           |                      | The Best of Warrant               |
| 1996                                                                                               | A.Y.M.                                | —           | —           | —           | —           | —           | —           | —           |                      | Belly to Belly                    |
| 1996                                                                                               | Feels Good                            | —           | —           | —           | —           | —           | —           | —           |                      | Belly to Belly                    |
| 1997                                                                                               | Indian Giver                          | —           | —           | —           | —           | —           | —           | —           |                      | Belly to Belly                    |
| 1999                                                                                               | Southern Comfort                      | —           | —           | —           | —           | —           | —           | —           |                      | Greatest & Latest                 |
| 1999                                                                                               | Heaven '99                            | —           | —           | —           | —           | —           | —           | —           |                      | Greatest & Latest                 |
| 1999                                                                                               | Cherry Pie '99                        | —           | —           | —           | —           | —           | —           | —           |                      | Greatest & Latest                 |
| 2001                                                                                               | Face                                  | —           | —           | —           | —           | —           | —           | —           |                      | Under the Influence               |
| 2006                                                                                               | Bourbon County Line                   | —           | —           | —           | —           | —           | —           | —           |                      | Born Again                        |
| 2006                                                                                               | Dirty Jack                            | —           | —           | —           | —           | —           | —           | —           |                      | Born Again                        |
| 2011                                                                                               | Life's a Song                         | —           | —           | —           | —           | —           | —           | —           |                      | Rockaholic                        |
| 2011                                                                                               | The Last Straw                        | —           | —           | —           | —           | —           | —           | —           |                      | Rockaholic                        |
| 2011                                                                                               | Innocence Gone                        | —           | —           | —           | —           | —           | —           | —           |                      | Rockaholic                        |
| 2011                                                                                               | Home                                  | —           | —           | —           | —           | —           | —           | —           |                      | Rockaholic                        |
| 2017                                                                                               | I Think I'll Just Stay Here and Drink | —           | —           | —           | —           | —           | —           | —           |                      | Louder Harder Faster              |
| 2017                                                                                               | Only Broken Heart                     | —           | —           | —           | —           | —           | —           | —           |                      | Louder Harder Faster              |
| 2017                                                                                               | Devil Dancer                          | —           | —           | —           | —           | —           | —           | —           |                      | Louder Harder Faster              |
| 2017                                                                                               | Perfect                               | —           | —           | —           | —           | —           | —           | —           |                      | Louder Harder Faster              |
| 2017                                                                                               | Louder Harder Faster                  | —           | —           | —           | —           | —           | —           | —           |                      | Louder Harder Faster              |
| "—" indica una pubblicazione che non si è classificata o che non è stata pubblicata in quel Paese. |                                       |             |             |             |             |             |             |             |                      |                                   |

## Videografia

### Album video
- 1990 – Warrant: Live - Dirty Rotten Filthy Stinking Rich (VHS) – Platino (RIAA)[9]
- 1991 – Cherry Pie: Quality You Can Taste (VHS)
- 2006 – Born Again: Delvis Video Diaries (DVD)
- 2008 – They Came from Hollywood (DVD)

### Video musicali
- 1989 – Down Boys
- 1989 – Heaven
- 1989 – Big Talk
- 1990 – Sometimes She Cries
- 1990 – Cherry Pie
- 1990 – I Saw Red
- 1990 – I Saw Red (Acoustic)
- 1991 – Uncle Tom's Cabin
- 1991 – Blind Faith
- 1992 – We Will Rock You
- 1992 – Machine Gun
- 1992 – The Bitter Pill
- 1992 – The Bitter Pill (Acoustic)
- 1995 – Family Picnic
- 1995 – Stronger Now
- 1996 – A.Y.M.
- 2006 – Devils Juice
- 2006 – Dirty Jack
- 2006 – Bourbon County Line
- 2006 – Hell, CA
- 2006 – Angels
- 2006 – Love Strikes Like Lightning
- 2006 – Glimmer
- 2006 – Roller Coaster
- 2006 – Down in Diamonds
- 2006 – Velvet Noose
- 2006 – Roxy
- 2006 – Good Times
- 2011 – Life's a Song
- 2011 – Home
- 2017 – I Think I'll Just Stay Here and Drink
- 2017 – Louder Harder Faster